# Pepsi-Cola (equip ciclista 1987-1989)
L'equip Pepsi-Cola, va ser un equip ciclista italià, d'origen estatunidenc, de ciclisme en ruta que va competir entre 1987 i 1989.
No s'ha confondre amb altres equips amb el mateix nom.

## Principals resultats
- Philadelphia Cycling Classic: Roberto Gaggioli (1988)
- Giro del Trentino: Mauro-Antonio Santaromita (1989)

### A les grans voltes
- Giro d'Itàlia
  - 1 participacions (1989)

- Tour de França
  - 0 participació

- Volta a Espanya
  - 0 participació